# Pluska (Chorwacja)
Pluska – wieś w Chorwacji, w żupanii zagrzebskiej, w gminie Luka. W 2011 roku liczyła 207 mieszkańców.